# Mantas Poškus
Mantas Poškus (* 16. September 1980 in Radviliškis) ist ein litauischer Politiker, seit November 2024 Mitglied des Seimas.

## Leben
Nach dem Abitur an der Mittelschule absolvierte Mantas Poškus 2004 das Studium der Sportpädagogik an der Sportuniversität Litauens in der litauischen zweitgrößten Stadt Kaunas und wurde Trainer. Von 1999 bis 2001 arbeitete er als Sportlehrer der Sekundarschule Pociūnėliai der Rajongemeinde Radviliškis und von 2002 bis 2004 am Lizdeikos-Gymnasium Radviliškis.
Von 2005 bis 2006 war Mantas Poškus Oberspezialist in der Verwaltung von Radviliškis.
Von 2007 bis 2021 arbeitete er am Zentrum für Bildung und Sport von Radviliškis.
In der Parlamentswahl in Litauen 2024 wurde er ins 14. Seimas ausgewählt.
Seit 2024 ist Mantas Poškus Mitglied von „Nemuno aušra“.
Von 2014 bis 2023 war er Mitglied von Tėvynės sąjunga – Lietuvos krikščionys demokratai.
Mantas Poškus ist verheiratet.